# Empis volucris
Empis volucris är en tvåvingeart som beskrevs av Christian Rudolph Wilhelm Wiedemann 1822. Empis volucris ingår i släktet Empis och familjen dansflugor. Inga underarter finns listade i Catalogue of Life.